# Daubenhorn
Daubenhorn är en bergstopp i Schweiz.   Den ligger i distriktet Leuk och kantonen Valais, i den södra delen av landet, 60 km söder om huvudstaden Bern. Toppen på Daubenhorn är 2 942 meter över havet, eller 92 meter över den omgivande terrängen. Bredden vid basen är 0,38 km.
Terrängen runt Daubenhorn är huvudsakligen mycket bergig. Närmaste större samhälle är Sierre, 11,9 km söder om Daubenhorn. 
Trakten runt Daubenhorn består i huvudsak av gräsmarker. Runt Daubenhorn är det glesbefolkat, med 18 invånare per kvadratkilometer.